# Scoglio Zabodaschi
Lo scoglio Zabodaschi (in croato Zabodaski o Zabodarski) è un isolotto disabitato della Croazia, che fa parte dell'arcipelago delle isole Quarnerine ed è situata a sudest della punta meridionale della penisola d'Istria.
Amministrativamente appartiene alla città di Lussinpiccolo, nella regione litoraneo-montana.

## Geografia
Situato nella parte meridionale del Quarnaro, a 590 m dall'isola di Lussino, Zabodaschi si trova 44,7 km a sudest dell'Istria. Più precisamente, è situata a sud dell'ingresso della baia Zabodaschi (uvala Zabodaski) e dell'altura omonima (Zabodaschi, Zabodaski) su Lussino.
Lo scoglio Zabodaschi ha una forma rotonda, leggermente schiacciata nella parte nordoccidentale, con un diametro di 275 m; la sua superficie è di 0,049 km² e le coste si sviluppano per 0,81 km.
Al centro, raggiunge la sua elevazione massima di 15 m s.l.m..

## Isole adiacenti
- Scoglio delle Monache (in croato Koludarc) è un isolotto posto 1,825 km[8] a est di Zabodaschi.
- Mortar (in croato Murtar) è un piccolo isolotto allungato posto 1,32 km[9] a est di Zabodaschi.